# Diethylaminoethylcellulose

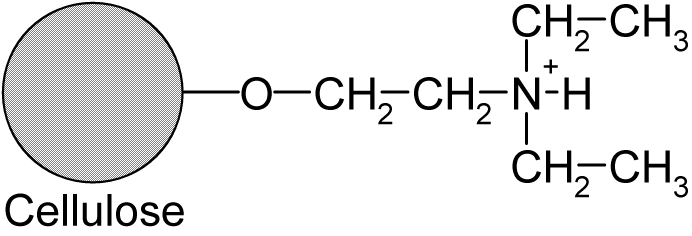
Schematischer Strukturausschnitt der Diethylaminoethylcellulose: die positiv geladenen DEAE-Gruppen binden negativ geladene Ionen

Diethylaminoethylcellulose (kurz DEAE-C), CAS-Nummer: 9013-34-7, Polymerzusammensetzung (C12H24O5N)n, ist ein häufig verwendeter schwach basischer Anionenaustauscher. Das weiße, brennbare Pulver wird aus Cellulose durch Ersatz des Wasserstoffatoms einer Hydroxygruppe durch die Diethylaminoethyl-Gruppe dargestellt. Technisch wird DEAE-C zur chromatografischen Trennung und Reinigung von hochmolekularen Proteinen eingesetzt. In Kosmetikprodukten wird sie in der Liste der Inhaltsstoffe als DIETHYLAMINOETHYL CELLULOSE (INCI) aufgeführt. 
Siehe auch: Anionenaustauschchromatografie